# Miquel Porter i Moix
Miquel Porter i Moix (Barcelona, 10 de maig de 1930 - Altafulla, Tarragonès, 18 de novembre de 2004) fou historiador, catedràtic d'universitat, crític cinematogràfic i divulgador del cinema català de qualitat.
Encara que indissolublement unit al cinema, al llarg de la seva intensa vida també va fer moltes altres activitats, des d'actor de teatre amateur, cantant, col·leccionista, guionista, cineclubista, fins a sindicalista i diputat al Parlament de Catalunya. És considerat el principal estudiós de la història del cinema català i un dels fundadors de la Nova Cançó.

## Biografia
El seu pare era el llibreter antiquari Josep Porter i Rovira; la seva infantesa transcorre entre milers de llibres que li donen una cultura poc habitual. Després d'estudiar als Germans Maristes, el 1949 va ingressar a la Universitat de Barcelona (UB) per estudiar Filosofia i Lletres, i es va llicenciar l'any 1955. Va aconseguir el primer doctorat en cinematografia de l'Estat espanyol l'any 1975. Fou professor de la UB des de l'any 1969 i catedràtic des de 1992, va ser membre destacat dels Setze Jutges i impulsor del cineclubisme, tot duent a terme una àmplia tasca d'investigació en el terreny del cinema català, difosa en les seves crítiques aparegudes en les revistes Serra d'Or i Destino i al diari Avui.
Ja en l'època universitària mantenia activitats de tota mena, sobretot al voltant de la revista clandestina Curial, juntament amb Antoni Comas, Joaquim Molas i Joan Ferran Cabestany. També freqüentava el Club 49 i els Estudis Universitaris Catalans, on conegué Ferran Soldevila, amb la voluntat de fer una tesi de cinema.
El 1961, junt amb Remei Margarit i Josep Maria Espinàs fundà el grup de cantants catalans Els Setze Jutges amb la intenció d'impulsar el moviment de la Nova Cançó i reivindicar la normalització del català en el món de la música moderna. El seu mirall era la cançó francesa de Georges Brassens o Léo Ferré i el folk autòcton.
Va fundar el Cercle Lumière de l'Institut Francès, i el primer cineclub infantil de Catalunya (1957). També va crear una Col·lecció Cinematogràfica Catalana (COCICA) en uns salons de la llibreria familiar. Ambdós fets van impulsar la naturalesa artística del cinema a Catalunya. Porter contribuïa a la recuperació de pel·lícules i a la difusió de la cultura cinematogràfica. La seva tasca va permetre crear una base per a la formació de les següents generacions.
El 1969 aconseguí portar el cinema a la Universitat, en una parcel·la pròpia al Departament d'Història de l'Art. Porter es va dedicar, sobretot, a recuperar material fílmic de començaments del segle xx, i gràcies a la seva tasca es van poder salvar moltes pel·lícules d'aquella època, la majoria inèdites en el seu moment. Algunes eren de pares del cinema com Segundo de Chomón o Fructuós Gelabert, a partir dels quals va fer curtmetratges antològics.
A les primeres eleccions al Parlament de Catalunya va tenir una activa participació política, encara que no va poder estar finalment entre els llocs electes. Tanmateix, amb la renúncia de Francesc Vicens va ser diputat del 1982 al 1984 per Esquerra Republicana. Va exercir el càrrec de cap del Servei de Cinematografia de la Generalitat de Catalunya entre 1977 i 1986, des d'on va impulsar la Filmoteca de Catalunya. Fou distingit amb la Creu de Sant Jordi.
L'any 1992 va ser guardonat amb el Premi de Cinematografia de la Generalitat de Catalunya. Així mateix, des de 1996 va ser rector de la Universitat Catalana d'Estiu de Prada i des de 2001, també en va ser president del patronat.
Entre els anys 1990 i 2004 va ocupar diversos càrrecs dins de la Intersindical-CSC.
Especialista reconegut en cinema soviètic, va ser autor de la Història del cinema rus i soviètic (1968), així com de nombrosos estudis, com Adrià Gual i el cinema primitiu de Catalunya: 1897-1916 (1985), i la Història del cinema a Catalunya: 1895-1990 (1992). Altres títols seus són: Cinema per a infants (1963), Las claves del cine (1989), La filmoteca ideal (1995) i Cinema i televisió (1996). També és autor del llibre Renoi, quina portera!, publicat el 1986.
Des de l'any 2014 el premi Gaudí d'Honor porta el seu nom. El 16 d'octubre de 2014 es va celebrar un homenatge amb motiu del desè aniversari de la seva mort. L'acte es va dur a terme a la Facultat de Geografia i Història de la Universitat de Barcelona.

## Fons
El fons Miquel Porter i Moix, conservat a la Universitat de Barcelona, agrupa la documentació generada per Miquel Porter i Moix durant la seva extensa carrera professional i també en la seva vida familiar. Cronològicament, comprèn el període entre 1930 i 2004, any de la seva mort.; algunes peces es poden visualitzar en línia a través de la Memòria Digital de Catalunya. La seva col·lecció de discos es conserva a la Biblioteca de Catalunya.